# The Late Report
The Late Report fue un programa de televisión de sátira de noticias de corta duración en Seven Network de Australia durante 1999. El programa se presentó originalmente a las 10:30 pm los martes, precedido por el programa de transmisión de noticias de parodia The Big News, y contó con entrevistas, segmentos de trivia y tomas cómicas de la cultura pop y los eventos actuales.
El programa tuvo un grupo rotativo de anfitriones, encabezado por Richard Stubbs y también con John Safran, Michael Veitch, Marg Downey, Tony Wilson y Emma Tom. Si bien originalmente firmó para una temporada de 14 semanas, finalmente duró solo 10 semanas.

## Trasfondo
The Late Report se emitió durante un momento precario para Seven Network; a medida que caían los ratings del canal, el programa se presentó como un intento de atraer a una audiencia más joven al canal. Tony Wilson describió su formato como «Simon Townsend's Wonder World para adultos».

## Segmentos notables
En un segmento, John Safran intentó hacer que el jugador de críquet Shane Warne rompiera su contrato de no fumar con una compañía de parches de nicotina enviando una gaviota que transportaba cigarrillos a control remoto al Melbourne Cricket Ground durante un partido, un truco que hizo que enviaran a Safran a corte. En otro segmento, Safran se disfrazó de Ronald McDonald como una broma, visitó un local de McDonald's y la policía lo cacheó después de que la gerencia del restaurante supuestamente hiciera un informe falso de que Safran había estado robando la tienda. Seven Network se negó a transmitir este segmento, aunque finalmente se emitió en Disinformation de Channel 4 en el Reino Unido.

## Recepción y cancelación
The Late Report estuvo asediado desde el principio. El programa que lo precedía, The Big News, se consideró un fracaso, y un escritor de The Sydney Morning Herald describió la transmisión posterior de The Late Report como «un movimiento similar a esposar [el programa] a una cabra sacrificada y arrojarla a aguas infestadas de tiburones». The Late Report recibió malas críticas, especialmente al principio de su período de emisión; según Tony Wilson, algunos espectadores pensaron que el formato de presentadores rotativos interrumpió su flujo.
Los ejecutivos de Seven Network desconfiaban de la dura sátira del programa, particularmente a expensas del Partido Liberal. Algunos de los ejecutivos comentaron que el programa «se acercó demasiado a la línea de la sátira aceptable» y que se sentía como «un programa de propaganda del Partido Laborista». Se corrió el rumor de que la oficina de John Howard, el primer ministro australiano y líder del Partido Liberal en ese momento, se puso en contacto con el programa y se quejó de la forma en que se retrataba al gobierno de Howard en él; los representantes de Seven Network negaron el rumor.
Cuando se canceló The Big News, los dos programas se combinaron para llenar toda la hora. La medida, una respuesta a los bajos ratings, no funcionó, y Seven Network canceló The Late Report el 9 de abril de 1999, citando un desempeño comercial deficiente. La cadena no transmitiría un programa similar hasta The Chat Room de 2003.